# تبلور حيوي
التبلور الحيوي: هو تشكيل العضوياتُ الحية بلوراتٍ من الجزيئات العضوية. وقد يكون هذا استجابة للإجهاد أو جزءاً طبيعياً من الاستقلاب مثل العمليات التي تتخلص من مركبات النفايات أو مندرجاً تحت علم الأمراض. تختلف المراصف التي تتوسط عملية التبلوّر نوعياً عن تلك التي تتوسط التبلور في المختبر. تعد مثبطات عملية التبلور الحيوي ذات أهمية في جهود تصميم الأدوية مضادة التحصي ومضادة للمُمْرضات التي تتغذى على الدم، لأن العديد من هذه العضويات يستخدم هذه العملية للتخلص الآمن من الخضاب (الهيم).

## الدنا
تحت ظروف الإجهاد الشديد تحمي جراثيم الإشريكيات القولونية الدنا من التلف عن طريق عزله ضمن هيكل بلوري. ويتوسط هذه العملية بروتين الاستجابة للإجهاد Dps ويمكن لجراثيم من النجاة من الاعتداءات المتنوعة مثل الإجهاد التأكسدي، الصدمة الحرارية، الأشعة فوق البنفسجية، أشعة غاما، ارتفاع درجة الحموضة.

## الخضاب

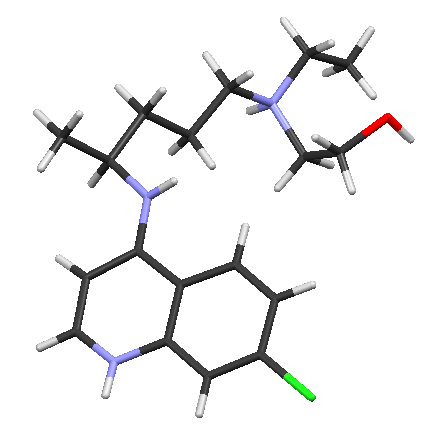
طُوّر الكلوروكين المثبط لعملية البلورة الحيوية في ألمانيا في الثلاثينيات. ولمدة 30 عاماً كان يعتبر الكلوروكين «حبة سحرية».

تهضم العضويات المتغذية على الدم خضاب الدم وتطلق كميات كبيرة من الخضاب الحر السام. ولتجنب أضرار هذا الجزيء، يبلور الطفيلي الخضاب (الهيم) حيوياً مشكلاً هيموزوين. ولتاريخه، المنتج الوحيد المميز بالتخلص من الهيماتين بشكل حاسم إنما هو الهيموزين الصباغي. والهيموزوين بالتعريف ليس معدنياً وبناء عليه لا يشكّل عبر التمعدن الحيوي. للخضاب المبلور حيوياً والموجود في العضويات المتغذية على الدم أهمية طبية ضخمة بما في ذلك المتصورة والرادنة والبلهارسية. تثبط الكينولينات المضادة للملاريا (البُرداء) عملية البلورة الحيوية للخضاب كالكلوروكين.
لا يزال استهداف الخضاب المبلور حيوياً واحدة من السبل الواعدة لتطوير الأدوية المضادة للملاريا لأن هدف الدواء محدد بدقة لطفيلي الملاريا وخارج السيطرة المورثية للطفيلي.

## التحصي
يعتبر التحصي (تشكّل الحصاة) مشكلة عالمية تتعلق بصحة الإنسان. يمكن للحصاة أن تتشكل في كل من السبيلين البولي والهضمي. وتشكل البلورات ذو صلة بتشكل الحصاة. يمكن أن يحدث هذا في المفاصل (كالنقرس) أو الأحشاء.